# Luparense Calcio a 5 2013-2014
Questa pagina raccoglie i dati riguardanti la Luparense Calcio a 5 , squadra di calcio a 5 militante in serie A, nelle competizioni ufficiali della stagione 2013-14.

## Calciomercato

### Sessione estiva
| Erick Bellomo        | Venezia      |
| Eduardo Dalcin       | Lajeado      |
| Marinho              | Benfica      |
| Renan Pizzo          | Potenza      |
| Pablo Taborda        | Boca Juniors |
| Sebastiano Tornatore | Acireale     |
| Rafael Tosta         | Montesilvano |
| Waltinho             | Guarapuava   |
| Altre operazioni     |              |
| Michele Penzo        | Venezia      |

| Gonzalo Abdala     | Boca Juniors  |
| Rodrigo Cavicchio  | KPRF Mosca    |
| Giovani Pedotti    | Kaos          |
| Rogério            | Real Rieti    |
| Gelson Saiotti     | svincolato    |
| Geison Tolotti     | svincolato    |
| Altre operazioni   |               |
| Andrea Bertollo    | Diavoli       |
| Francesco Buonanno | Montecchio    |
| Ayyoub Tilal       | Eurogiorgione |

### Sessione invernale
| Edgar Bertoni   | Marca |
| Marco Caverzan  | Marca |
| Marco Ercolessi | Marca |
| Filipe Follador | Marca |
| Luca Morassi    | Marca |
| Patrick Nora    | Marca |

| Erick Bellomo        | Gruppo Fassina  |
| Eduardo Dalcin       | Catania Librino |
| Luca Felice          | Megara Augusta  |
| Marinho              | Real Rieti      |
| Michele Penzo        | Villorba        |
| Renan Pizzo          | Salinis         |
| Sebastiano Tornatore | Acireale        |
| Rafael Tosta         | Catania Librino |

## Rosa 2013-2014

### Prima squadra
| N° | Naz.                  | Ruolo | Sportivo         | Anno     |  |  |
| -- | --------------------- | ----- | ---------------- | -------- |  |  |
| 1  | Italia (bandiera)     | POR   | Luca Morassi     | 07.01.91 |  |  |
| 26 | Italia (bandiera)     | POR   | Davide Putano    | 09.06.85 |  |  |
| 6  | /                     | DIF   | Ricardo Caputo   | 15.12.81 |  |  |
| 2  | Italia (bandiera)     | DIF   | Marco Ercolessi  | 15.05.86 |  |  |
| 17 | /                     | DIF   | Rafael Tosta     | 02.04.85 |  |  |
| 9  | /                     | UNI   | Humberto Honorio | 21.07.83 |  |  |
| 4  | /                     | UNI   | Patrick Nora     | 16.05.79 |  |  |
| 15 | /                     | LAT   | Edgar Bertoni    | 24.07.81 |  |  |
| 10 | /                     | LAT   | Alex Merlim      | 15.07.86 |  |  |
| 11 | /                     | LAT   | Mauro Canal      | 25.06.86 |  |  |
| 5  | /                     | LAT   | Filipe Follador  | 29.07.88 |  |  |
| 7  | Portogallo (bandiera) | LAT   | Marinho          | 30.03.85 |  |  |
| 8  | Brasile (bandiera)    | LAT   | Renan Pizzo      | 07.12.91 |  |  |
| 14 | Argentina (bandiera)  | LAT   | Pablo Taborda    | 13.07.86 |  |  |
|    | /                     | PIV   | Erick Bellomo    | 03.03.78 |  |  |
| 13 | Brasile (bandiera)    | PIV   | Eduardo Dalcin   | 23.02.89 |  |  |
| 30 | Brasile (bandiera)    | PIV   | Waltinho         | 24.11.91 |  |  |

### Under-21
| N° | Naz.               | Ruolo | Sportivo             | Anno     |  |  |
| -- | ------------------ | ----- | -------------------- | -------- |  |  |
|    | Italia (bandiera)  | POR   | Marco Ferraro        | 06.02.95 |  |  |
| 12 | Italia (bandiera)  | POR   | Sebastiano Tornatore | 28.05.93 |  |  |
| 2  | Italia (bandiera)  | DIF   | Luca Felice          | 24.02.92 |  |  |
|    | Marocco (bandiera) | DIF   | Khalid Narhmi        | 28.09.96 |  |  |
|    | Italia (bandiera)  | DIF   | Nicolò Rigoni        | 30.08.95 |  |  |
|    | Italia (bandiera)  | UNI   | Cipriano Major       | --.--.-- |  |  |
|    | Italia (bandiera)  | LAT   | Nicolò Baron         | 30.08.96 |  |  |
|    | Italia (bandiera)  | LAT   | Marco Caverzan       | 11.08.94 |  |  |
| 13 | Brasile (bandiera) | LAT   | Fabinho              | 08.06.94 |  |  |
|    | Italia (bandiera)  | LAT   | Michele Penzo        | 17.06.92 |  |  |
| 24 | Italia (bandiera)  | PIV   | Ferdinando Bano      | 19.04.93 |  |  |
| 20 | Italia (bandiera)  | PIV   | Alessandro Bertollo  | 03.04.93 |  |  |
|    | Albania (bandiera) | PIV   | Fatlind Shala        | 05.05.94 |  |  |